# Objawienia amsterdamskie

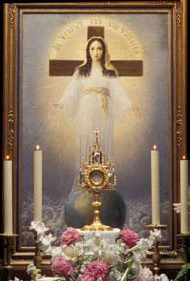
Obraz Pani Wszystkich Narodów w kaplicy przy ulicy Diepenbrockstraat 3 w Amsterdamie

Objawienia amsterdamskie (znane również jako Orędzia Pani Wszystkich Narodów) – seria pięćdziesięciu sześciu objawień maryjnych, które miały miejsce w latach 1945–1959 w Amsterdamie. Zdaniem Idy Peerdeman, objawiła się jej Najświętsza Maryja Panna, która przybrała nowy tytuł Pani Wszystkich Narodów, przekazując jej również modlitwę i obraz. Według relacji Peerdeman, przesłaniem objawienia była prośba Pani Wszystkich Narodów o pracę na rzecz ogłoszenia w Kościele nowego, piątego dogmatu maryjnego – o Maryi Współodkupicielce, Pośredniczce i Orędowniczce. Objawienia zostały uznane za mające pochodzenie nadprzyrodzone 31 maja 2002 roku przez biskupa diecezji Haarlem-Amsterdam, Jozefa Punta. W 2020 roku, Kongregacja Nauki Wiary  negatywnie oceniła nadprzyrodzony charakter objawień, zabraniając jednocześnie szerzenia kultu Pani Wszystkich Narodów wraz z obrazem i modlitwą.

## Struktura Orędzi
Zdaniem źródeł, dla których objawienia istotnie miały miejsce, można je podzielić na trzy grupy:
- Orędzia 1-25 (przekazane w latach 1945–1950 – wierzący w nadprzyrodzony charakter objawień, dostrzegają w nich liczne przepowiednie dla Kościoła i świata; Pani zapowiada między innymi następujące wydarzenia historyczne: proklamowanie niezależnego państwa Izrael, wojna w Iraku, proklamowanie Chińskiej Republiki Ludowej, lądowanie człowieka na Księżycu, wojna na Bałkanach, spotkanie ekumeniczne papieża z arcybiskupem Canterbury, Zimną wojnę, upadek Muru Berlińskiego, katastrofę reaktora atomowego w Czarnobylu
- Orędzia 26-49 (przekazane w latach 1951–1954 – w drugiej grupie,  wyróżniane są objawienia, w której wizjonerce przekazany został nowy Tytuł, Modlitwa i Obraz. Wzywanie do modlitwy i pracy na rzecz ogłoszenia w Kościele piątego dogmatu maryjnego – o Maryi Współodkupicielce, Pośredniczce i Orędowniczce. Zwolennicy dostrzegają w nich również przepowiednie, np. zapowiedź zwołania Soboru Watykańskiego II.
- Orędzia 50-56 (przekazane w latach 1954–1959 – począwszy od Orędzia pięćdziesiątego Pani Wszystkich Narodów przez kolejne sześć lat, zdaniem świadka, objawia się zawsze 31 maja (wyjątkiem jest Orędzie pięćdziesiąte czwarte z 19 lutego 1958 roku, w którym zapowiedziana została śmierć papieża Piusa XII[4]). Pani wciąż kładzie nacisk na potrzebę ogłoszenia nowego dogmatu maryjnego i zachęca wiernych do odmawiania Modlitwy, którą przekazała. Ukazuje też wizjonerce i opisuje ze szczegółami jak ma wyglądać świątynia, która wedle słów Pani ma powstać w Amsterdamie przy ulicy Wandelweg[5]. Świątynia do dziś nie została wybudowana.

## Przesłanie
Można wyróżnić cztery podstawowe elementy przesłania Pani Wszystkich Narodów:
1. Tytuł „Pani Wszystkich Narodów”:
Już w swym pierwszym Orędziu z 25 marca 1945 roku Pani wspomina o swym nowym tytule: Będą mnie nazywać Panią, Matką. Jednak w pełnym brzmieniu po raz pierwszy Tytuł pojawia się dopiero w Orędziu dwudziestym czwartym z 16 listopada 1950 roku, gdy Matka Boża zwraca się do widzącej: Dziecko, stoję na tej kuli ziemskiej, ponieważ chcę być nazywana Panią Wszystkich Narodów. Pani dopuszcza także inną wersję swego Tytułu: Możesz mówić Pani Wszystkich Narodów lub Matka Wszystkich Narodów. Tytuł "Pani Wszystkich Narodów" podkreśla uniwersalne powołanie Maryi względem wszystkich ludzi odkupionych przez Jej Syna. Ze swym nowym Tytułem Pani wiąże też obietnicę pomocy: Ona [Pani Wszystkich Narodów] pod tym Tytułem uratuje świat.
2. Modlitwa:
Podobnie jak w przypadku Tytułu, tak też o Modlitwie Pani wspomina już w pierwszym Orędziu: Modlitwa musi być rozpowszechniona!. Jednak dopiero sześć lat później, w Orędziu z 11 lutego 1951 roku, Matka Boża przekazuje Idzie Peerdeman słowa Modlitwy:
Módl się przed Krzyżem: Panie Jezu Chryste, Synu Ojca, ześlij teraz Ducha Twego na ziemię. Spraw, aby Duch Święty zamieszkał w sercach wszystkich narodów i chronił je od upadku, katastrofy i wojny. Niechaj Pani Wszystkich Narodów, która kiedyś była Maryją, stanie się naszą Orędowniczką
W swych Orędziach Pani kładzie silny nacisk na rozpowszechnianie Modlitwy, która ma zostać przetłumaczona na wszystkie języki świata i odmawiana każdego dnia. Pani zapewnia, że każdy kto co dzień będzie pobożnie odmawiał tę Modlitwę otrzyma szczególne dary Ducha Świętego: Tak jak śnieg topiąc się wnika w ziemię, tak Owoc-Duch wniknie do serc wszystkich ludzi, którzy będą odmawiać każdego dnia tę Modlitwę.
W 2005 Kongregacja Nauki Wiary nakazała wprowadzić zmianę do Modlitwy Pani Wszystkich Narodów, zastępując niejednoznaczne sformułowanie „która kiedyś była Maryją” słowami „Święta Dziewica Maryja”. Modlitwa w zmienionej postaci posiada obecnie Imprimatur władz kościelnych.
3. Obraz:

Po przekazaniu Modlitwy, w kolejnym Orędziu Pani przekazuje wizjonerce swój Obraz. Ida widzi Maryję stojącą na kuli ziemskiej: jej twarz, włosy i ręce są wyraźne, jak u człowieka, reszta zaś zdaje się być duchem. Pani stoi na tle Krzyża – ponad Jej głową i ramionami Ida widzi jego belki. W tym samym Orędziu Pani przekazuje widzącej: Dasz ten Obraz do namalowania i będziesz go rozpowszechniać razem z Modlitwą, którą ci przekazałam.
Namalowanie Obrazu zlecono niemieckiemu malarzowi, Heinrichowi Repke z Wiedenbrück. W 1951 roku Obraz jest gotowy, lecz wciąż pozostaje w Niemczech. Dopiero pod koniec 1953 roku, na wyraźne życzenie Pani, Obraz trafia do Amsterdamu, gdzie przez krótki czas wystawiony jest publicznie w kościele św. Tomasza. W 1966 Obraz Pani Wszystkich Narodów na krótki czas trafia do Paryża, aby w kolejnym roku znów powrócić do Holandii. Tutaj kilkakrotnie zmienia miejsce swego pobytu, aby ostatecznie znaleźć się w kaplicy Pani Wszystkich Narodów przy ulicy Diepenbrockstraat 3 w Amsterdamie, gdzie znajduje się do dziś..
Również w związku z Obrazem Pani składa obietnicę: Wszystkim, którzy będą się modlić przed Obrazem i będę prosić Maryję, Panią Wszystkich Narodów, udzielę łaski dla duszy i ciała stosownie do woli Syna.
4. Dogmat o Maryi Współodkupicielce, Pośredniczce i Orędowniczce:

Zasadniczym elementem przesłania Orędzi amsterdamskich jest prośba Pani Wszystkich Narodów o ogłoszenie w Kościele nowego, piątego dogmatu maryjnego – o Maryi Współodkupicielce, Pośredniczce i Orędowniczce. Charakterystyczne jest to, iż Pani w swych Orędziach po raz pierwszy wspomina o nowym dogmacie dopiero po ogłoszeniu dogmatu o Wniebowzięciu Najświętszej Maryi Panny przez papieża Piusa XII w 1950 roku. Począwszy od Orędzia z 1 kwietnia 1951 roku prośba ta staje się motywem przewodnim objawień – Pani wciąż do niej powraca, wzywając wiernych, a szczególnie teologów i hierarchów kościelnych do pracy na rzecz ogłoszenia nowego dogmatu. Z ogłoszeniem nowego dogmatu Pani wiąże swą szczególną obietnicę: Gdy dogmat, ostatni dogmat w maryjnej historii, zostanie ogłoszony, wtedy Pani Wszystkich Narodów podaruje światu pokój, Prawdziwy Pokój!.

## Stanowisko Kościoła
Stanowisko Kościoła odnośnie do objawień amsterdamskich przez wiele lat nie było jednoznaczne. W Kościele katolickim o autentyczności objawień prywatnych, po uprzednim przebadaniu przez powołane w tym celu specjalne komisje, wypowiada się wyłącznie biskup diecezji, w której miały miejsce objawienia. W przypadku objawień amsterdamskich przez blisko pół wieku opinia Kościoła zamykała się w kryterium oczekiwania (non constat de supernaturalitate), które stwierdza brak pewności co do nadprzyrodzoności zjawiska. Potwierdza to m.in. Kongregacja Nauki Wiary w opinii z 1974 r. oraz list ówczesnego kard. J. Ratzingera do kard. Vachon van Quebec z 1987 r.. W ciągu tych niespełna pięćdziesięciu lat sprawą tą zajmowało się pięciu kolejnych ordynariuszy diecezji Haarlem, na terenie której miały miejsce objawienia. Dwukrotnie powoływano też komisje ekspertów. W końcu 31 maja 2002 roku, sześć lat po śmierci widzącej Idy Peerdeman po ponownym zbadaniu sprawy, biskup Jozef M. Punt, ordynariusz Haarlemu, uznał objawienia amsterdamskie za nadprzyrodzone (constat de supernaturalitate). W 2020 r. Kongregacja Nauki Wiary negatywnie oceniła nadprzyrodzony charakter objawień, zabraniając szerzenia kultu Pani Wszystkich Narodów wraz z obrazem i modlitwą. W lipcu 2024 Dykasteria Nauki Wiary upubliczniła decyzję zatwierdzoną w 1974 przez papieża Pawła VI dotyczącą braku charakteru nadprzyrodzonego objawień w Amsterdamie.